# Carlo d'Avalos
Carlo d'Avalos (Milano, 1541 – Napoli, 8 dicembre 1612) è stato un militare e politico italiano.

## Biografia
Nacque a Milano nel 1541, figlio settimogenito del principe Alfonso III d'Avalos e della duchessa Maria d'Aragona. In quel periodo l'imperatore del Sacro Romano Impero Carlo V d'Asburgo si trovava nella città lombarda e fu suo padrino di battesimo, conferendogli inoltre in quella circostanza la commenda dell'Ordine militare di Alcántara.
Nel 1570 Carlo d'Avalos fu incaricato dal Parlamento del Vicereame di Sicilia di guidare una delegazione presso il Re di Spagna  Filippo II d'Asburgo a Palermo nella quale vennero presentati al sovrano 125.000 scudi. Il fratello maggiore Francesco Ferdinando d'Avalos era all'epoca Viceré di Sicilia.
L'anno successivo troviamo il d'Avalos partecipare nella spedizione contro i Turchi che sarebbe culminata nella battaglia di Lepanto. Don Giovanni d'Austria gli affidò il comando di un contingente; tale gruppo tuttavia non poté partecipare di fatto alla battaglia navale in quanto allontanato da un forte vento contrario che sospinse le loro imbarcazioni lontane dallo schieramento. Sotto il comando supremo di don Giovanni Carlo d'Avalos prese comunque parte alle successive operazioni militari in Grecia, nel Peloponneso, in particolare in occasione dello sbarco di Corone e dell'assedio di Navarino. Fu inoltre coinvolto nelle vittoriose operazioni che portarono alla conquista di Tunisi nell'ottobre del 1573. Venne in seguito (luglio 1574) inviato in Spagna per chiedere rinforzi allorquando le forze ottomane guidate da Uluç Alì Pascià posero a loro volta sotto assedio la città.
A partire dal 1575 Carlo d'Avalos d'Aquino d'Aragona fu stazionato in Sicilia al comando di contingenti di cavalleria leggera. Nel 1578 entrava a far parte del Consiglio del patrimonio del Vicereame di Sicilia. Nel 1592 partecipò con l'esercito spagnolo alle operazioni militari che si svolgevano in Piemonte. Successivamente venne investito dell'incarico di Gran Camerario del Regno di Napoli.
Carlo d'Avalos d'Aquino d'Aragona acquisì intorno all'anno 1596 dalla Marchesa Costanza Caracciolo le ragioni sul feudo di Montesarchio, per la somma di ducati 76500. Al contempo la figlia primogenita di Alfonso Felice d'Avalos, Isabella d'Avalos d'Aquino d'Aragona, vendeva al medesimo Carlo d'Avalos la terra di Montesarchio col titolo di Principe.
In occasione della cerimonia di incoronazione del nuovo sovrano Filippo III d'Asburgo nell'ottobre del 1599 Carlo d'Avalos d'Aquino d'Aragona presiedette assieme ad altri esponenti della più alta nobiltà napoletana ai festeggiamenti che si tennero in quell'occasione.
Il d'Avalos fu dedicatario di diversi componimenti poetici di Torquato Tasso, con il quale fu in rapporti di amicizia. Morì a Napoli l'8 dicembre del 1612.

## Matrimonio e figli
il Principe Carlo d'Avalos d'Aquino d'Aragona nel 1559 sposò a Napoli Sveva Gesualdo. La coppia ebbe in seguenti figli:
- Alfonso Francesco (?-15 dicembre 1590), morto celibe. Le circostante della sua morte, avvenute a causa un incidente, ispirarono Torquato Tasso nella composizione del sonetto Cadesti Alfonso, e ruinoso il ponte.
- Ferdinando, Signore di Gesso (?-1608), sposato a Margherita d'Aragona dei Principi di Castelvetrano, da cui ebbe Sveva d'Avalos.
- Maria (1560-1590), sposata a 1) Federico Carafa; 2) Alfonso Gioeni, marchese di Burgio e Giuliana; 3) Carlo Gesualdo, principe di Venosa.

## Albero genealogico
|                                          |                        |                                                 | Genitori                                                |  |  | Nonni |  |  | Bisnonni                                  |  |  | Trisnonni                              |  |
|                                          |                        |                                                 |                                                         |  |  |       |  |  | Innico I d'Avalos, conte di Monteodorisio |  |  | Ruy López Dávalos, II conte di Ribadeo |  |
|                                          |                        |                                                 |                                                         |  |  |       |  |  | Innico I d'Avalos, conte di Monteodorisio |  |  | Ruy López Dávalos, II conte di Ribadeo |  |
|                                          |                        | Costanza de Tovar                               |                                                         |  |  |       |  |  | Innico I d'Avalos, conte di Monteodorisio |  |  |                                        |  |
| Innico II d'Avalos, I marchese del Vasto |                        |                                                 |                                                         |  |  |       |  |  | Innico I d'Avalos, conte di Monteodorisio |  |  |                                        |  |
|                                          |                        | Antonella d'Aquino, III marchesa di Pescara     | Berardo Gaspare d'Aquino, II marchese di Pescara        |  |  |       |  |  |                                           |  |  |                                        |  |
|                                          |                        | Antonella d'Aquino, III marchesa di Pescara     | Berardo Gaspare d'Aquino, II marchese di Pescara        |  |  |       |  |  |                                           |  |  |                                        |  |
|                                          |                        | Antonella d'Aquino, III marchesa di Pescara     | Beatrice Caetani                                        |  |  |       |  |  |                                           |  |  |                                        |  |
| Alfonso III d'Avalos                     |                        | Antonella d'Aquino, III marchesa di Pescara     |                                                         |  |  |       |  |  |                                           |  |  |                                        |  |
|                                          |                        | Roberto II Sanseverino, III principe di Salerno | Antonello Sanseverino, II principe di Salerno           |  |  |       |  |  |                                           |  |  |                                        |  |
|                                          |                        | Roberto II Sanseverino, III principe di Salerno | Antonello Sanseverino, II principe di Salerno           |  |  |       |  |  |                                           |  |  |                                        |  |
|                                          |                        | Roberto II Sanseverino, III principe di Salerno | Costanza da Montefeltro                                 |  |  |       |  |  |                                           |  |  |                                        |  |
| Laura Sanseverino                        |                        | Roberto II Sanseverino, III principe di Salerno |                                                         |  |  |       |  |  |                                           |  |  |                                        |  |
|                                          |                        | Maria d'Aragona                                 | Alfonso de Aragón y de Escobar, I duca di Vilahermosa   |  |  |       |  |  |                                           |  |  |                                        |  |
|                                          |                        | Maria d'Aragona                                 | Alfonso de Aragón y de Escobar, I duca di Vilahermosa   |  |  |       |  |  |                                           |  |  |                                        |  |
|                                          |                        | Maria d'Aragona                                 | Leonor de Sotomayor                                     |  |  |       |  |  |                                           |  |  |                                        |  |
| Carlo d'Avalos, principe di Montesarchio |                        | Maria d'Aragona                                 |                                                         |  |  |       |  |  |                                           |  |  |                                        |  |
|                                          | Ferdinando I di Napoli | Alfonso V d'Aragona                             |                                                         |  |  |       |  |  |                                           |  |  |                                        |  |
|                                          | Ferdinando I di Napoli | Alfonso V d'Aragona                             |                                                         |  |  |       |  |  |                                           |  |  |                                        |  |
|                                          | Ferdinando I di Napoli | Gueraldona Carlino                              |                                                         |  |  |       |  |  |                                           |  |  |                                        |  |
| Ferdinando d'Aragona, duca di Montalto   | Ferdinando I di Napoli |                                                 |                                                         |  |  |       |  |  |                                           |  |  |                                        |  |
|                                          |                        | Diana Guardato                                  | Zaccaria Guardato                                       |  |  |       |  |  |                                           |  |  |                                        |  |
|                                          |                        | Diana Guardato                                  | Zaccaria Guardato                                       |  |  |       |  |  |                                           |  |  |                                        |  |
|                                          |                        | Diana Guardato                                  | …                                                       |  |  |       |  |  |                                           |  |  |                                        |  |
| Maria d'Aragona                          |                        | Diana Guardato                                  |                                                         |  |  |       |  |  |                                           |  |  |                                        |  |
|                                          |                        | Raimondo de Cardona, duca di Somma              | Antonio de Cardona                                      |  |  |       |  |  |                                           |  |  |                                        |  |
|                                          |                        | Raimondo de Cardona, duca di Somma              | Antonio de Cardona                                      |  |  |       |  |  |                                           |  |  |                                        |  |
|                                          |                        | Raimondo de Cardona, duca di Somma              | Castellana de Requenses                                 |  |  |       |  |  |                                           |  |  |                                        |  |
| Castellana de Cardona                    |                        | Raimondo de Cardona, duca di Somma              |                                                         |  |  |       |  |  |                                           |  |  |                                        |  |
|                                          |                        | Isabel de Requesens y Enríquez de Velasco       | Galcerán de Requesens i Joan de Soler, conte di Palamos |  |  |       |  |  |                                           |  |  |                                        |  |
|                                          |                        | Isabel de Requesens y Enríquez de Velasco       | Galcerán de Requesens i Joan de Soler, conte di Palamos |  |  |       |  |  |                                           |  |  |                                        |  |
|                                          |                        | Isabel de Requesens y Enríquez de Velasco       | Beatriz Enríquez de Velasco                             |  |  |       |  |  |                                           |  |  |                                        |  |
|                                          |                        | Isabel de Requesens y Enríquez de Velasco       |                                                         |  |  |       |  |  |                                           |  |  |                                        |  |